# Равлик-ефіоп
Равлик-ефіоп (Arianta petrii Kimakowicz, 1890) — наземний молюск родини Равлики справжні (Helicidae) класу Черевоногих (Gastropoda) підкласу Легеневих (Pulmonata).

## Опис черепашки
У дорослих особин висота черепашки коливається переважно в діапазоні від 13 до 15 мм, а її ширина (діаметр) — від 18 до 20 мм. Має близько 5 обертів. Черепашка майже куляста, з куполоподібним завитком. Стінки дуже тонкі та ламкі. Пупок майже повністю закритий відгорнутим колумелярним краєм устя. Поверхня черепашки нерівномірно радіально покреслена, місцями помітні спіральні лінії. Забарвлення черепашки дуже характерне — від зеленкувато-чорного до темно-бурого, верхівка може виглядати трохи світлішою.
Можливі помилки у визначенні. Нерідко тіло молюска, яке просвічує крізь однобарвну черепашку, створює ілюзію строкатого (плямистого) забарвлення.

## Розповсюдження
Східні Карпати (Україна, північно-східна Румунія). Рідкісний вид, занесений до Червоної книги України під помилковою назвою Arianta aethiops (Bielz, 1853) (див. нижче).

## Екологія
Населяє високогірні ділянки Українських Карпат: полонини, субальпійську рослинність (зарості зеленої вільхи, рідше — гірської сосни), верхню межу смерекових лісів.

## Зауваження щодо таксономії
Раніше вважали підвидом Arianta aethiops (Шилейко, 1978), зараз визнають самостійним видом (Sysoev, Schileyko, 2009). Справжній A. aethiops в Україні не зустрічається, розповсюджений у Карпатах і суміжних гірських областях Центральної Європи (Шилейко, 1978).